# La congiura dei Valois
La congiura dei Valois (Der junge Medardus), noto anche col titolo alternativo Il giovane Medardo,  è un film muto del 1923 diretto da Michael Curtiz. Assieme a Sodom und Gomorrha del 1922, è uno dei pochi film ancora esistenti del periodo europeo di Curtiz prima del suo periodo hollywoodiano.

## Trama
Nel 1809, con Napoleone alle porte di Vienna, il duca di Valois, pretendente al trono di Francia ed esiliato in Austria, complotta contro l'imperatore "usurpatore". Franz, figlio del duca, è innamorato di Agathe Klähr: chiede al padre il consenso al matrimonio ma Valois glielo rifiuta. Disperati, i due giovani innamorati si suicidano. Il fratello di Agathe, Medardus, seduce allora Helene, la figlia di Valois, volendo usarla come arma di vendetta contro la famiglia del duca. Le truppe di Napoleone entrano a Vienna. La città è in fiamme e Helene incita Medardus a uccidere Napoleone.

## Produzione
Il film fu prodotto dalla Sascha-Film.

## Distribuzione
Il film uscì nelle sale cinematografiche austriache il 5 ottobre 1923, presentato in prima a Vienna.